# شهرستان جونز (آیووا)
شهرستان جونز، آیووا (به انگلیسی: Jones County, Iowa) شهرستانی در ایالات متحده آمریکا است که در آیووا واقع شده‌است.

## نگارخانه

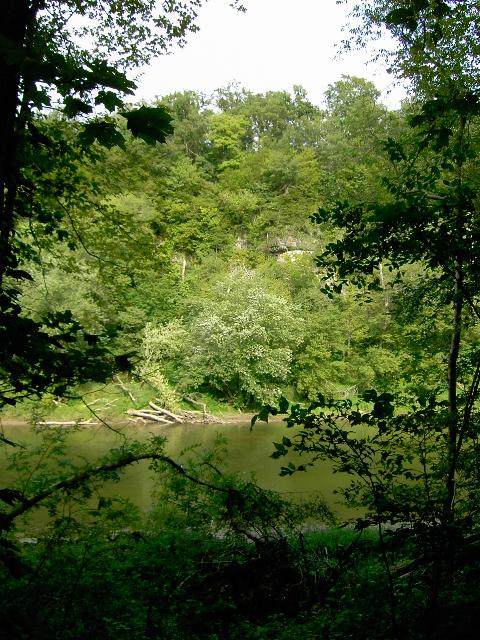
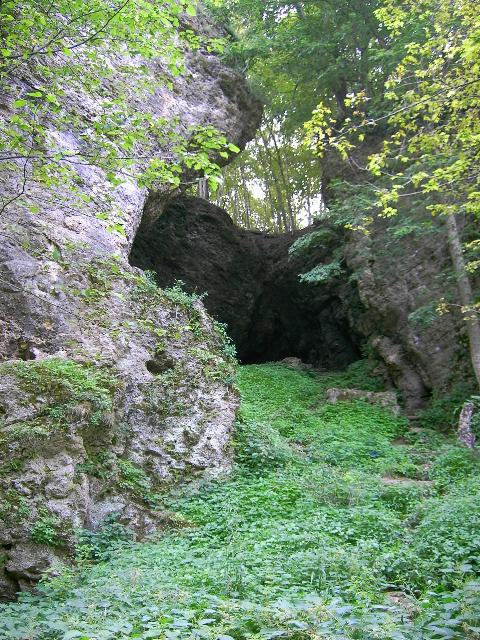
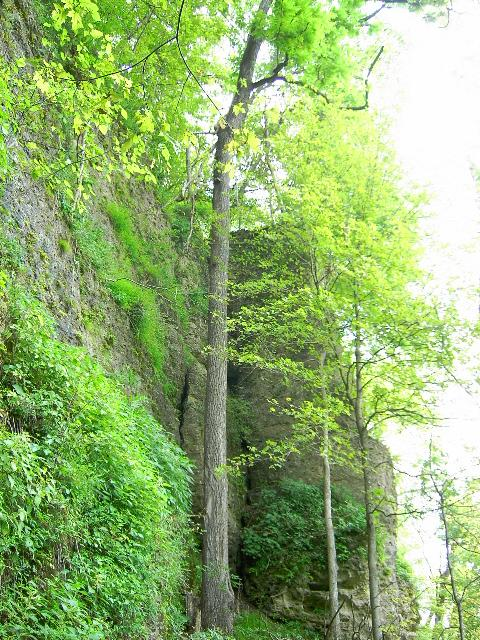
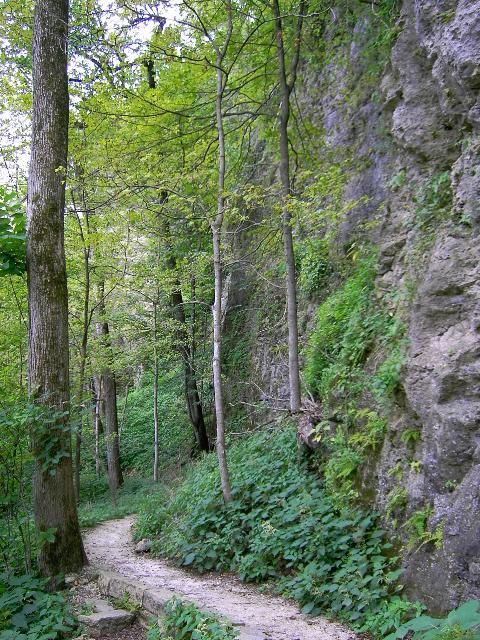